# Los Angeles Galaxy
LA Galaxy (cunoscută și ca Los Angeles Galaxy) este o echipă profesionistă de fotbal din Statele Unite ale Americii, cu sediul în suburbia Carson, California a Los Angelesului, care joacă in Major League Soccer. Echipa a fost înființată în anul 1994 și este deținută de Anschutz Entertainment Group⁠(d). În primii ani, clubul a jucat meciurile de acasă pe stadionul Rose Bowl în Pasadena, California. Din 2003, meciurile de acasă se desfășoară pe Dignity Health Sports Park⁠(d) în Carson, California. Echipa are o rivalitate cu San Jose Earthquakes, în meciul care este cunoscut drept California Clásico⁠(d). De asemenea, se juca un SuperClasico⁠(d) împotriva Chivas USA, până în 2014 când Chivas s-a desființat. O nouă rivalitate s-a născut în 2018, odată cu apariția echipei Los Angeles FC.
Franciza este una dintre cele mai titrate din istoria Major League Soccer, deținând recordul de șase titluri de campioană, 4 Supporter's Shields și două trofee Lamar Hunt U.S. Open Cup. Clubul a jucat zece finale ale MLS Cup și a câștigat de nouă ori sezonul regulat al Conferinței de Vest. Pe plan internațional, echipa a câștigat CONCACAF Champions League în 2000.

## Istorie
LA Galaxy a apărut în prima Cupă MLS în 1996 pierzând cu D.C. United. Ei au apărut în al doilea timp în 1999 și 2001 înainte de finala câștigată de ei în 2002. Ei au foști campioni regulari ai campionatului Western Conference în 1996, 1998, 1999, 2001 și 2002, câștigători ai ligii suporterilor Shield pentru cel mai bun record în 1998 și 2002. Ei au câștigat U.S. Open Cup în 2001 și 2005 și Cupa CONCACAF în 2000. După ce l-a pierdut pe Landon Donovan și pe San Jose Earthquakes în MLS Cup 2001 și în 2003 în playoff-ul MLS Cup, AEG orchestrând transferul lui Donovan la Galaxy în 2005, și Galaxy câștigând MLS Cup în repriza secundă în 2005 .

## Stadion

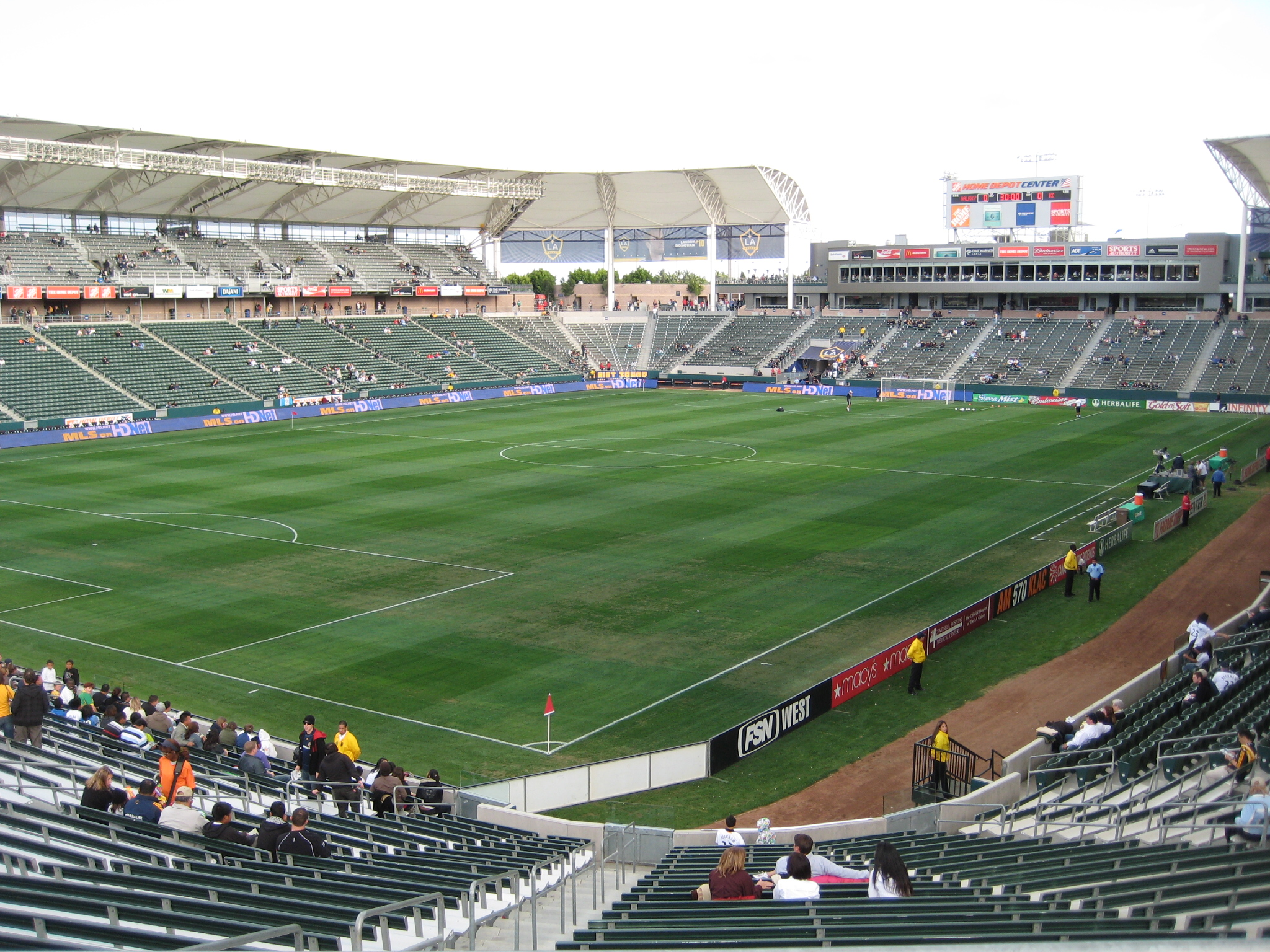
StubHub Center, LA Galaxy's home stadium since 2003

| Name                          | Location              | Years in use                           |
| ----------------------------- | --------------------- | -------------------------------------- |
| Rose Bowl                     | Pasadena, California  | 1996–2002                              |
| Titan Stadium⁠(d)              | Fullerton, California | 1999–2011 (10 jocuri în U.S. Open Cup) |
| Dignity Health Sports Park⁠(d) | Carson, California    | 2003–present                           |

## Lotul actual
La 4 mai 2025. 
| Nr. |                            | Poziție | Jucător                                        |
| --- | -------------------------- | ------- | ---------------------------------------------- |
| 1   | Serbia                     | P       | Novak Mićović                                  |
| 2   | Japonia                    | F       | Miki Yamane                                    |
| 3   | Argentina                  | F       | Julián Aude                                    |
| 4   | Japonia                    | F       | Maya Yoshida (căpitan)                         |
| 5   | Danemarca                  | F       | Zanka                                          |
| 6   | Statele Unite ale Americii | M       | Edwin Cerrillo                                 |
| 7   | Uruguay                    | M       | Diego Fagúndez                                 |
| 8   | Uruguay                    | M       | Lucas Sanabria                                 |
| 9   | Brazilia                   | A       | Matheus Nascimento (împrumutat de la Botafogo) |
| 10  | Spania                     | M       | Riqui Puig                                     |
| 11  | Brazilia                   | A       | Gabriel Pec                                    |
| 12  | Statele Unite ale Americii | P       | JT Marcinkowski                                |
| 14  | Statele Unite ale Americii | F       | John Nelson                                    |
| 15  | El Salvador                | F       | Eriq Zavaleta                                  |
| 16  | Statele Unite ale Americii | M       | Isaiah Parente                                 |

| Nr. |                            | Poziție | Jucător           |
| --- | -------------------------- | ------- | ----------------- |
| 17  | Statele Unite ale Americii | A       | Christian Ramirez |
| 18  | Germania                   | M       | Marco Reus        |
| 19  | Statele Unite ale Americii | F       | Mauricio Cuevas   |
| 21  | Statele Unite ale Americii | A       | Tucker Lepley     |
| 22  | Statele Unite ale Americii | M       | Elijah Wynder     |
| 24  | Statele Unite ale Americii | A       | Rubén Ramos       |
| 25  | Columbia                   | F       | Carlos Garcés     |
| 26  | Statele Unite ale Americii | F       | Harbor Miller     |
| 27  | Spania                     | A       | Miguel Berry      |
| 28  | Ghana                      | A       | Joseph Paintsil   |
| 31  | Statele Unite ale Americii | P       | Brady Scott       |
| 61  | Statele Unite ale Americii | A       | Sean Karani       |
| 65  | Statele Unite ale Americii | M       | Tommy Musto       |
| 77  | Statele Unite ale Americii | P       | John McCarthy     |

## Golgheterul sezonului
| Sezon | Golgheter         | Golgheter |
| Sezon | Jucător           | Goluri    |
| ----- | ----------------- | --------- |
| 1996  | Eduardo Hurtado   | 24        |
| 1997  | Wélton            | 13        |
| 1998  | Cobi Jones        | 19        |
| 1999  | Carlos Hermosillo | 11        |
| 2000  | Cobi Jones        | 11        |
| 2001  | Sasha Victorine   | 11        |
| 2002  | Carlos Ruiz       | 35        |
| 2003  | Carlos Ruiz       | 21        |
| 2004  | Carlos Ruiz       | 12        |
| 2005  | Landon Donovan    | 18        |
| 2005  | Hérculez Gómez    | 18        |

| Sezon | Golgheter      | Golgheter |
| Sezon | Jucător        | Goluri    |
| ----- | -------------- | --------- |
| 2006  | Landon Donovan | 16        |
| 2007  | Landon Donovan | 13        |
| 2008  | Landon Donovan | 20        |
| 2009  | Landon Donovan | 15        |
| 2010  | Edson Buddle   | 19        |
| 2011  | Landon Donovan | 16        |
| 2012  | Robbie Keane   | 23        |
| 2013  | Robbie Keane   | 19        |
| 2014  | Robbie Keane   | 23        |

| Sezon | Golgheter           | Golgheter |
| Sezon | Jucător             | Goluri    |
| ----- | ------------------- | --------- |
| 2015  | Robbie Keane        | 25        |
| 2016  | Giovani dos Santos  | 16        |
| 2017  | Romain Alessandrini | 13        |
| 2018  | Zlatan Ibrahimović  | 22        |
| 2019  | Zlatan Ibrahimović  | 31        |
| 2020  | Cristian Pavón      | 10        |
| 2021  | Javier Hernández    | 17        |
| 2022  | Javier Hernández    | 19        |
| 2023  | Riqui Puig          | 7         |
| 2024  | Dejan Joveljić      | 19        |

## Mascotă

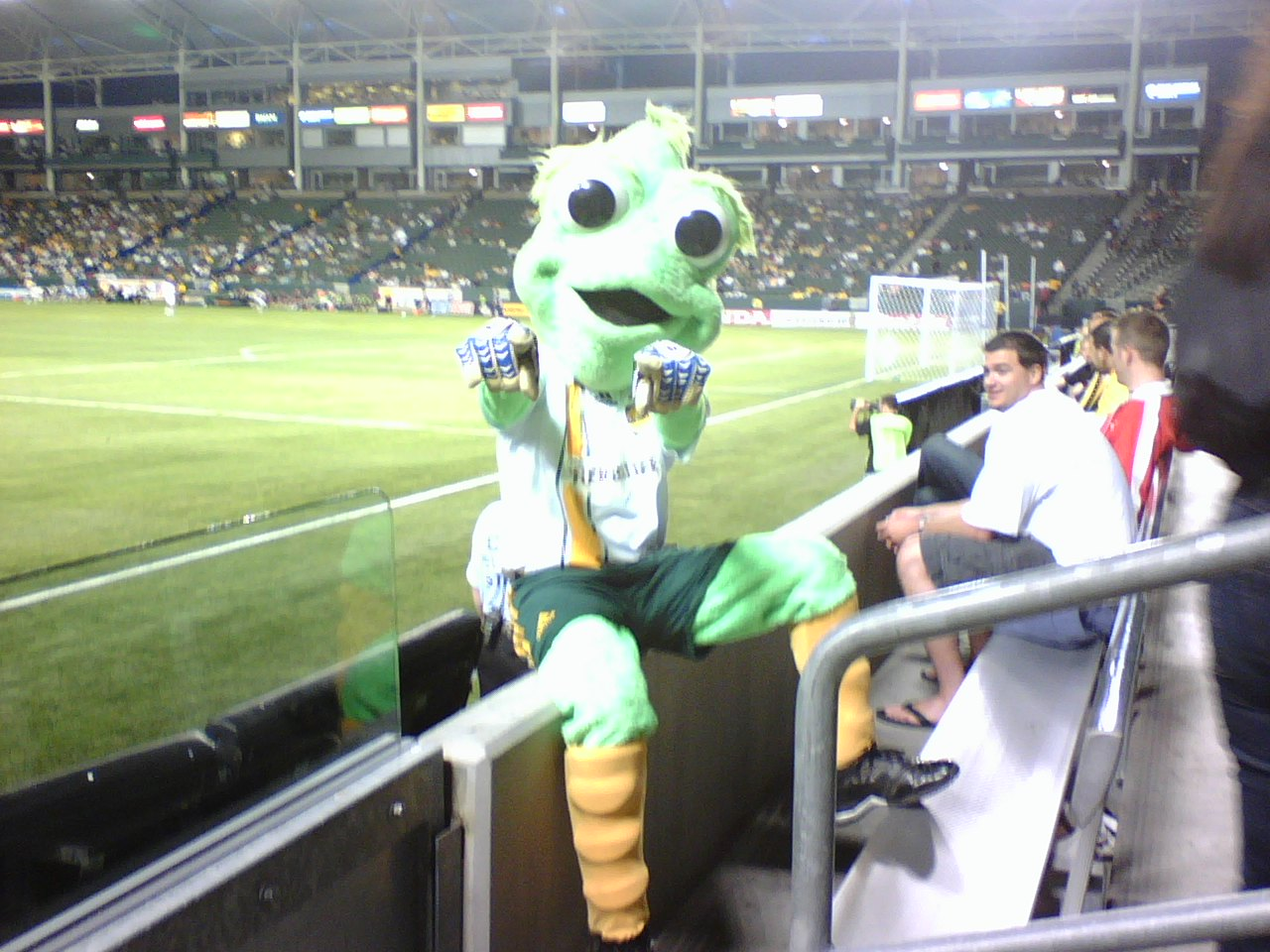
Cozmo în tribune

Mascota lui Los Angeles Galaxy se numește Cozmo, care vrea să fie o broască extraterestră. 

## Galerie

LA Galaxy Logo (1996-Iulie 2007)
LA Galaxy Logo (Iulie 2007-Prezent)